# 中东通讯社
中东通讯社（阿拉伯语：‎，簡稱MENA），简称中东社，埃及的国家通讯社，阿拉伯语世界最早的，也是最大的通讯社，1956年成立，用阿拉伯语、英语、法语三种文字发稿。总社在开罗。中东社国内有26个分社，国外有15个分社和记者站，大多集中在中东和北非各国。